# Hoplosphyrum skottsbergi
Hoplosphyrum skottsbergi is een rechtvleugelig insect uit de familie Mogoplistidae. De wetenschappelijke naam van deze soort is voor het eerst geldig gepubliceerd in 1923 door Lucien Chopard.